# Infra-red search and track

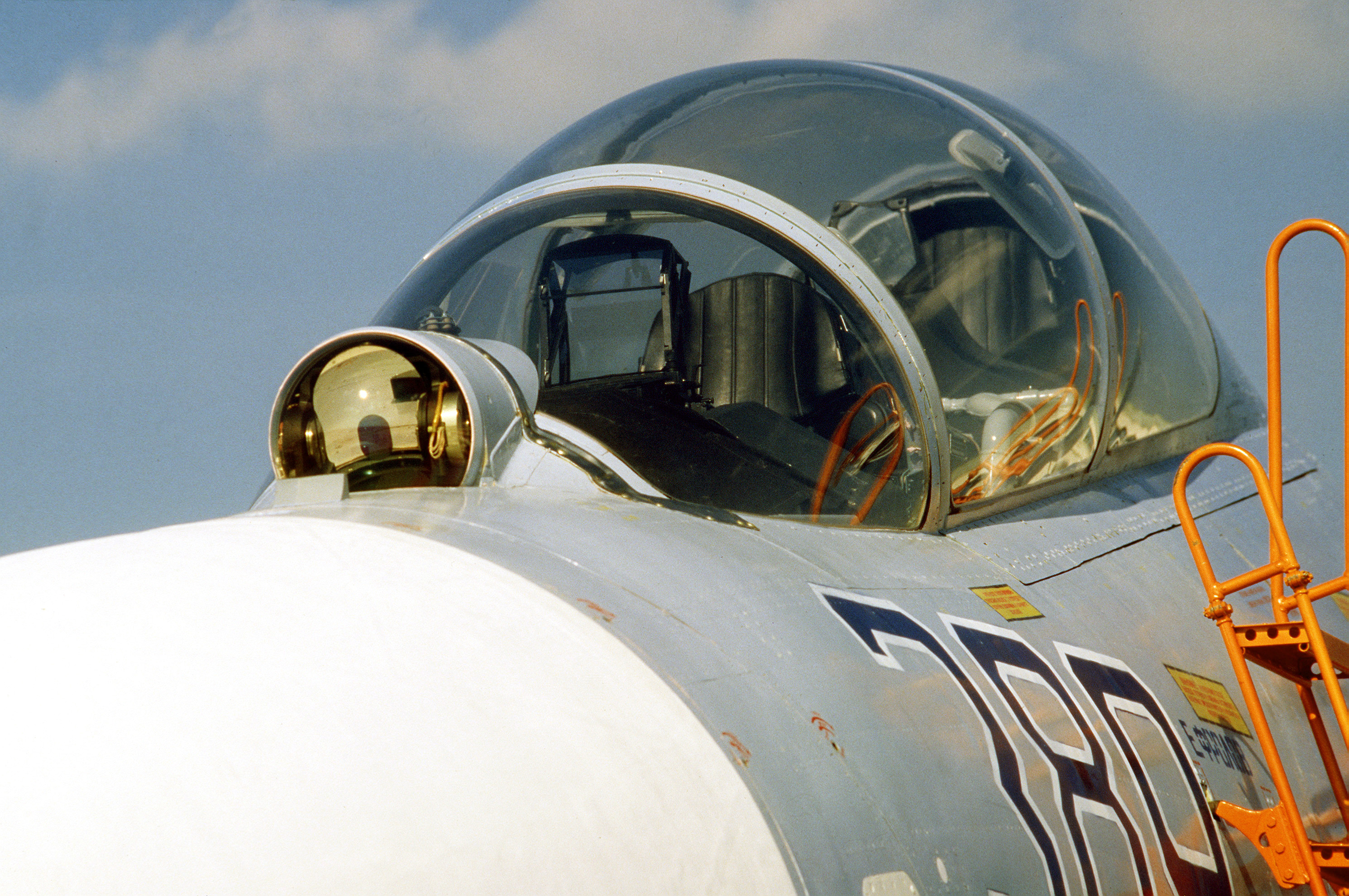
Un dispositivo IRST montato su un Sukhoi Su-27

L'infrared search and track, generalmente abbreviato IRST, è un dispositivo di ricerca, scoperta ed inseguimento di obiettivi utilizzato in ambito militare.
È un sistema di ricerca completamente passivo, che utilizza dispositivi elettro-ottici per cercare, acquisire e seguire uno o più obiettivi di interesse, senza emettere alcuna radiazione rilevabile da aerei o sistemi nemici. Si noti che, come qualsiasi altro metodo di ricerca IR, lo strumento è pensato per rilevare il calore emesso e quindi la sua sensitività non è in alcun modo connessa ad eventuali misure di riduzione della RCS dei moderni caccia di quinta generazione.
Il dispositivo consiste di una parte meccanica, avente proprietà strutturali ed in grado di garantire il movimento della parte ottica, che rappresenta l'occhio infrarosso dell'IRST, nonché una serie di componentistica elettronica di gestione e controllo alla quale è associata del software, quest'ultimo un componente chiave con il quale sono implementate le funzionalità operative del dispositivo.
L'IRST (eccetto alcuni primitivi dispositivi presenti sugli F-8 Crusader, F-101 Voodoo e sugli F-102 Delta Dagger) si è diffuso a partire dagli anni ottanta: inizialmente sul caccia imbarcato statunitense F-14 Tomcat e successivamente sui caccia intercettori sovietici Sukhoi Su-27 Flanker e Mikoyan-Gurevich MiG-29. La ricerca su questi dispositivi è stata portata avanti soprattutto dalle industrie aerospaziali russe ed europee mentre gli americani hanno dimostrato disinteresse (l'F-15 Eagle non ne è dotato e l'F-18 Hornet può imbarcare un IRST solo su pod esterno, una soluzione che limita molto le capacità dello strumento a causa della sua posizione).